# Stadion GOS-u w Lubinie
Stadion Górniczego Ośrodka Sportu – nieistniejący już wielofunkcyjny stadion w Lubinie, w Polsce. Istniał w latach 1985–2008. Mógł pomieścić 35 000 widzów. Na obiekcie swoje spotkania rozgrywali piłkarze klubu Zagłębie Lubin. W latach 2008–2010 w miejscu starego obiektu powstał nowy stadion Zagłębia Lubin.
Budowa stadionu GOS-u rozpoczęła się w latach 70. XX wieku, ale otwarcie nowej areny nastąpiło dopiero 22 lipca 1985 roku. Obiekt nazwano wówczas stadionem 40-lecia Powrotu Ziem Zachodnich i Północnych do Macierzy. W 2003 roku obiekt wyposażono w sztuczne oświetlenie o natężeniu 1400 luksów. Na stadionie regularnie występowali piłkarze Zagłębia Lubin, którzy grając na tym obiekcie dwukrotnie (w sezonach 1991/92 i 2006/07) zdobyli tytuł mistrza Polski. Poprzednim stadionem klubu był leżący nieopodal stadion Górniczy. Na obiekcie ponadto dwukrotnie towarzysko zagrała reprezentacja Polski, 19 sierpnia 1987 roku z NRD (2:0) i 23 sierpnia 1989 roku ze Związkiem Radzieckim (1:1). Na meczu ze Związkiem Radzieckim padł rekord frekwencji obiektu. Spotkanie to obejrzało wówczas z trybun 50 110 widzów. Na stadionie dwukrotnie rozegrano także spotkania o Superpuchar Polski, 2 sierpnia 1992 roku (Lech Poznań – Miedź Legnica 4:2) i 22 lipca 2007 roku (Zagłębie Lubin – GKS Bełchatów 1:0). W 2007 roku rozpoczęto jednak rozbiórkę obiektu pod budowę nowej, typowo piłkarskiej areny. Ostatni mecz na starym obiekcie odbył się 10 maja 2008 roku, później drużyna Zagłębia Lubin przeniosła się tymczasowo na Stadion Miejski w Polkowicach by powrócić na częściowo oddany wówczas do użytku nowy stadion w marcu 2009 roku.